# Ocelo (geología)
En la geología se denomina ocelo a estructuras o cuerpos esféricos o elipsoidiales de feldespatos en forma policristalina. Tienden a ser del tamaño de huevos de aves. Se les suele considerar ser el resultado de un proceso de inmiscibilidad aunque esto se ha puesto en entredicho. Los ocelos son típicos de los lamprófiros.